# Macrostomion amboinense
Macrostomion amboinense är en stekelart som beskrevs av David Timmins Fullaway 1919. 
Macrostomion amboinense ingår i släktet Macrostomion och familjen bracksteklar. Inga underarter finns listade i Catalogue of Life.